# Un passo verso il domani
Un passo verso il domani (...First Do No Harm) è un film TV del 1997 diretto da Jim Abrahams, con Meryl Streep.

## Trama
Una madre quarantenne con tre figli deve imparare a gestire l'insorgere dell'epilessia nel figlio più piccolo, Robbie. In un primo momento si prova a somministrare al bambino dosaggi diversi di uno stesso farmaco, ma senza alcun miglioramento. Il bambino viene ben presto ospedalizzato per via delle alterazioni comportamentali dovuti ai farmaci e delle crisi convulsive sempre più gravi; gli viene applicato anche un casco protettivo. A ciò si aggiunge la minaccia del pignoramento della casa e i problemi legati al cambio dell'assicurazione medica, che lascia un buco di alcuni mesi nella copertura dei costi sanitari. La dottoressa che ha in cura il piccolo preme affinché i genitori diano il consenso per l'operazione di neurochirurgia. La madre, dopo infaticabili ricerche in biblioteca, viene a sapere della dieta chetogenica usata come alternativa ai farmaci e all'operazione nei casi di epilessia. Dopo alterne vicende riesce a organizzare il trasferimento del figlio da Kansas City a Baltimora, dove c'è una struttura che offre il trattamento alternativo. Trascorsi due anni il bambino, che ha smesso di avere crisi, può riprendere il consueto regime alimentare.

## Riconoscimenti
- 1998 - Premio Emmy
  - Candidatura Miglior attrice in una miniserie o un film TV a Meryl Streep
- 1998 - Golden Globe
  - Candidatura Miglior film televisivo
  - Candidatura Miglior attrice a Meryl Streep
- 1998 - Satellite Award
  - Miglior miniserie drammatica
  - Candidatura Miglior attrice protagonista a Meryl Streep